# Cal Turumba
Cal Turumba és una masia del terme municipal d'Isona i Conca Dellà situada en el poble de Biscarri, de l'antic terme de Benavent de Tremp.
Està situada al sud-oest del nucli dispers de Biscarri, al sud-oest de Cal Tronxet i a llevant de la Casa de la Pedra. És a la dreta del riu de la Pedra